# Diana Zaforteza
Diana Zaforteza Rodés (Palma de Mallorca, 23 de octubre de 1978 – Barcelona, 11 de octubre de 2022) fue una editora española, reconocida como una de las pioneras del boom de editoriales independientes del inicio del siglo XXI en España.

## Biografía
Nacida en Palma de Mallorca, sus padres fueron el ingeniero José Zaforteza Delgado y Dolores Rodés. Vivió su infancia en Zaragoza por el trabajo de su padre en Endesa, quien le transmitió su interés por la literatura.A través de la amista de su padre, conoció a Jorge Herralde, fundador de la editorial Anagrama.
Zaforteza estudió Humanidades en la Universidad Autónoma de Barcelona y Civilización Francesa en Sorbona, Francia.Tras graduarse de ambas instituciones, en 2003 fundó ediciones Alpha Decay junto a Enric Cucurella y el apoyo de la agente literaria Carmen Balcells y el propio Herralde.
En 2008 se retiró de Alpha Decay y fundó una segunda editorial en solitario, Alfabia, con la cual pretendía recuperar clásicos junto a autores contemporáneos y recuperar clásicos mallorquines, junto con la colaboración del agente literario Andrew Wylie.
En esta última editorial publicó libros como El cuervo de Lou Reed, ilustrado por Lorenzo Mattotti, además de títulos de Leonard Cohen, Saul Bellow, Andy Warhol, Wislawa Szymborska, Enrique Vila-Matas y Sònia Hernández. En 2020, el libro Sukkwan Island de David Vann ganó el premio Llibreter de narrativa en Cataluña y fue editado posteriormente por Literatura Random House. Asimismo, fue la primera editora en apostar por la obra literaria del director de cine italiano Paolo Sorrentino.
Por dificultades económicas, cerró Alfabia en 2016 y lo reabrió puntualmente para publicar la novela Movimiento único del escritor argentino Diego Gándara.
Falleció el 11 de octubre de 2022 a raíz de un cáncer.Dos años más tarde, su madre anunció la creación del Premio de Narrativa Diana Zaforteza en su honor.